# Акционерное общество Мальцовских заводов
Акционерное общество Мальцовских заводов — российская компания. Штаб-квартира компании располагалась в Санкт-Петербурге по адресу Невский проспект, 7.

## История
Компания основана в 1894 году.
Акционерное общество Мальцовских заводов зарегистрировано вскоре после смерти Сергея Ивановича Мальцова, выдающегося русского промышленника, представителя известного дворянского рода Мальцовых.  Он создал на землях Орловской, Калужской и Смоленской губерний целую промышленную империю, о которой журналист В. И. Немирович-Данченко писал: «Тут работают более ста заводов и фабрик; на десятках образцовых ферм обрабатывается земля... Тут люди пробуравили землю и, как черви в орехе, копошатся в ней, вынося на свет Божий скрытые богатства; отсюда добрая часть нашего отечества снабжается стеклом, фаянсом, железом, сталью, паровозами, вагонами, рельсами, паркетами, всевозможными машинами, земледельческими орудиями... Здесь нет роскоши и излишеств, нет и нищеты, нет голодовок».
Основной капитал Общества к 1917 году составляя 32 млн. руб., поделенных 32 тыс. акций достоинством в 100 руб. каждая.
Как сказано в Высочайше утвержденном 3 апреля 1894 г. Уставе Общества (изменен и дополнен 3 декабря 1904, 29 июня 1911, 26 января и 7 апреля 1913 и 13 октября 1916 гг.):

«Для приобретения, содержания и развития действий промышленных и торговых заведений и предприятий бывшего Мальцовского промышленно-торгового товарищества, учреждается акционерное общество под названием “Московское акционерное общество Мальцовских заводов”» (в дальнейшем переименованное в “Акционерное общество Мальцовских заводов”).
Учредителем Общества стал потомственный почетный гражданин И. Н. Мамонтов, двоюродный брат известнейшего русского предпринимателя и мецената Саввы Мамонтова. Председателем Правления компании одно время являлся русский инженер, промышленник и общественный деятель Л. К. Шешминцев.
Империя Мальцовых, как явствует из все из того же Устава Общества, включала в себя более 150 тыс. десятин земли со всеми находящимися на них лесами, угодьями и постройками, расположенных на территории так называемого «Мальцевского Заводского района» на землях Орловской, Калужской и Смоленской губерний; заводы: Дядьковской хрустальной фабрики, горные — Песоченский, Сукременский, Людиновский, Ресетенский, Любохонский и Радицкий; оконного стекла — Радицкий, Ивотский, Чернятиский, Щеткинский и Прышанский. Общество также владело: фаянсовой фабрикой в селе Песочне; бутылочным заводом в селе Знеберь; механического, вагонного и сельскохозяйственных орудий заводами в селе Людинове и селе Радице; писчебумажной фабрикой; пивоваренным и медоваренным заводами и др. Кроме того Обществу Мальцевских заводов принадлежала железная дорога, соединяющая заводы, а также дома, складские помещения и амбары в Москве, Киеве, Харькове, Риге, Херсоне, Ростове-на-Дону, Екатеринославе, Кременчуге и некоторых других городах и населенных пунктах Российской империи.
С именем С. И. Мальцова и Мальцовскими заводами, как говорилось в приложении к журналу «Технолог» за 1903 год «связано много начинаний в России, ему обязано наше свеклосахарное дело, стеклянное, стальное, рельсовое, пароходное, машиностроение, постройка русских земледельческих машин (известны и по ныне мальцовские молотилки, просорушки, плуги, маслобойные пресса, веялки и пр. и пр. [...] Вся Россия знает „мальцовское стекло“, „мальцовский чугун“ (кухонные плиты, казанки, утюги, печные дверцы и т.п.), „мальцовские машины“, „мальцовские локомобили“, „мальцовские локомотивы“ и пр. и пр. изделия».
В 1918 все фабрики и заводы Мальцовых были национализированы, был создан трест «Государственного мальцовского фабрично-заводского округа» с центром в Дятькове.